# 博物馆公园
博物院公园 是荷兰鹿特丹市中心的一个公园，因其周围众多博物馆和美术馆而闻名。

## 历史
鹿特丹自然史博物馆曾经是范·霍博肯家族的住宅，公园也属于其家族土地。1927年该地被规划到建筑师Witteveen的设计中，在水池南边是Gerrit Jongh纪念碑，他是鹿特丹市政工程总监。公园里有不少艺术品，所以公园也可作为雕塑庭园.

## 博物馆区
博物馆公园周边的著名博物馆有：
- 荷兰建筑研究所 (NAi)
- 博伊曼斯·范伯宁恩美术馆
- 沙博博物馆
- 艺术厅 (鹿特丹)
- Villa Sonneveld
- 鹿特丹自然史博物馆